# Gardnerella vaginalis
Espèce
Gardnerella vaginalis est une espèce de bactéries du genre Gardnerella (famille des Bifidobacteriaceae, ordre des Bifidobacteriales, classe des Actinobacteria) parfois responsable de vaginoses.

## Description
Ces bactéries se présentent comme des bâtonnets pléomorphes ou des coccobacilles, chimio-organotrophes, hétérotrophes, anaérobies facultatives. La paroi de ces bactéries ressemble à celle des bactéries Gram positif, mais du fait de la faible épaisseur de la paroi, la coloration apparaît Gram négatif ou Gram positif ou Gram variable.
Gardnerella vaginalis a pour habitat le vagin. C’est une bactérie retrouvée fréquemment en cas de vaginose (vaginite non spécifique mais terme peu adéquat car le suffixe « ite » signifie « inflammation » alors qu'il n'y a pas d'inflammation dans cette vaginose) soit comme seul germe pathogène décelé soit en association avec d'autres bactéries : Mobiluncus. Elle est typiquement accompagnée de Clue cells (= cellules indicatrices), cellules épithéliales tapissées d'un grand nombre de bactéries. Elle produit une toxine perforante qui n'affecte que les cellules humaines. On peut également la rencontrer dans le sang, les urines et le pharynx.
Gardnerella vaginalis provoque également, mais rarement, des troubles génito-urinaires variés chez la femme et moins souvent chez l’homme (urétrites, cystites).
Le traitement antibiotique courant pour traiter les vaginoses à Gardnerella est le métronidazole ou le secnidazole.

## Taxonomie
Le nom correct complet (avec auteur) de ce taxon est Gardnerella vaginalis (Gardner & Dukes 1955) Greenwood & Pickett 1980.
Gardnerella vaginalis a pour synonymes :
- Corynebacterium vaginale (Gardner & Dukes 1955) Zinnemann & Turner 1963
- Haemophilus vaginalis Gardner & Dukes 1955